# Діамантова корона Петра I

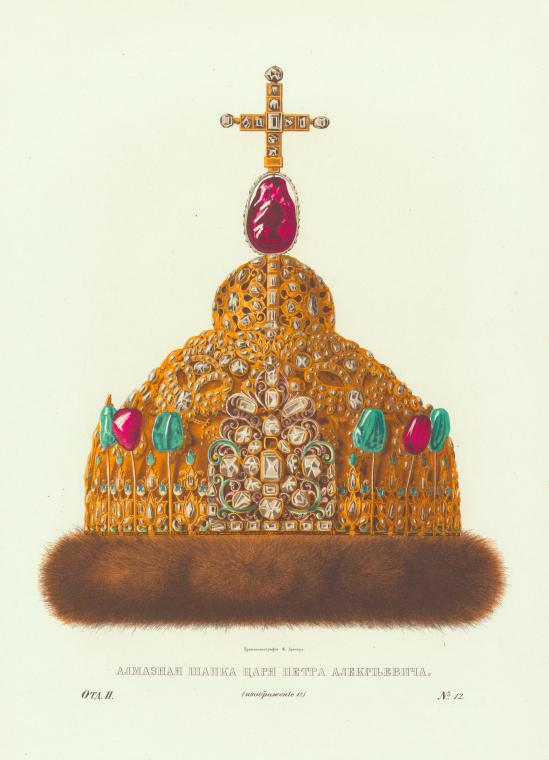
Діамантова корона Петра I на малюнку академіка Ф. Г. Солнцева, середина століття.

 Діамантова корона царя Петра I Олексійовича — дорогоцінний вінець, колишня царська регалія, що зберігається у Збройовій палаті Московського кремля.
Це одна з двох корон, що були виготовлені близько 1687 московітськими майстрами Збройової Палати для Великих Нарядів братів-співвладників. Вона була по життєвою власністю Петра I, проте вже з 1703 постійно знаходилась у зібранні Збройової палати. Сам цар востаннє надягав її в 1696, хоча вона залишалась його особистою коштовністю до самої смерті.

## Опис
Корона або «Шапка діамантова» зроблена за традиційним для того часу зразком Мономахова вінця, але її оздоблення виконане у барокових формах.
Хоча обидві діамантові корони були зроблені в один і той же час, вінець молодшого брата — царя Петра значно відрізняється від корони Івана V. Він не має кільця-діадеми у тулії, важить дещо менше — 1,420 кг, і на її оздоблення пішло менше діамантів — окрім декількох загублених залишилось їх 817 .
Проте діаманти в цій короні більш крупні і якісні, а до того ж для прикраси вінця були використані і великі кольорові камінці. Тому загалом корона була оцінена в 16930 рублів — дорожче, а ніж споріднена з нею «шапка» Івана V .
Двоярусна корона складається з двох металевих каркасів. Зовнішній являє собою суцільну плетінку із 32 з’єднаних дорогоцінних запон-візерунків. Запони ці — зображення двоголових орлів, корон, та пелюсткові розетки різних форм та розмірів. Місця між діамантами прикрашені кольоровою емаллю. Вінець увінчує двопояскова запона із камінцем зсередини та діамантовий рівнокінцевий хрест. Раніше між двома поясками знаходився великий турмалін, потім замінений червоною шпінеллю.
Корону прикрашають окрім діамантів також і іші камінці  окрім шпінелі також 8 смарагдів і 4 турмаліни . Ці 12 просвердлених камінців симетрично приєднані до тулії корони в 4-х місцях — на спнях.
До тулії корони прикріплене традиційне соболине хутро.
Висота корони — 28,3 см, окружність по тулії — 65,0 см.
За часів Російської імперії відповідного геральдичного аналога корона не мала.

## Ресурси мережі Інтернет
- Корона Петра I , фото
- Володимир Путін біля корони Петра I [Архівовано 4 березня 2016 у Wayback Machine.]